# Sa (kana)
En l'escriptura japonesa, els caràcters さ (hiragana) i サ (katakana) són dues mores que ocupen l'11a posició en el sistema modern d'ordenació alfabètica gojūon (五十音), entre こ i し; i el 37è en el poema iroha, entre あ i き. En la taula a la dreta, que segueix l'ordre gojūon (per columnes, i de dreta a l'esquerra), s'hi troba en la tercera columna (a la que dona nom, さ行, «columna SA») i la primera fila (あ段, «fila A»). En fonologia, una mora és la unitat superior al segment i inferior a la síl·laba.
El caràcter さ prové del kanji 左, mentre que サ prové de 散. Poden dur l'accent dakuten: ざ, ザ.

## Romanització
Segons els sistemes de romanització Hepburn modificat, Kunrei-shiki i Nihon-shiki:
- さ, サ es romanitzen com a «sa»
- ざ, ザ es romanitzen com a «za»

## Escriptura
|  | El caràcter さ s'escriu amb dos o tres traços: 1. Traç horitzontal. 2. Traç diagonal cap avall a la dreta, encara que quasi vertical, que talla el primer traç i acaba en una corba en forma de C. Sovint, aquest traç es divideix en dos: un per la línia diagonal i un altre per a la corba. |
|  | El caràcter サ s'escriu amb tres traços: 1. Traç horitzontal. 2. Traç vertical curt que talla el primer traç. 3. Traç vertical a la dreta del segon traç, que també talla el primer i acaba corbant-se cap a l'esquerra.                                                                       |

## Altres representacions
- Sistema Braille:[4]

| ●－ －● |

- Alfabet fonètic: 「桜のサ」 (la «sa de sakura», on sakura és la flor de cirerer)
- Codi Morse: －・－・－[5]